# Guanjin
Guanjin (kinesiska: 关津, 关津乡) är en socken i Kina. Den ligger i provinsen Henan, i den centrala delen av landet, omkring 260 kilometer sydost om provinshuvudstaden Zhengzhou. Antalet invånare är 42 069. Befolkningen består av 21 201 kvinnor och 20 868 män. Barn under 15 år utgör 24,0 %, vuxna 15-64 år 64 %, och äldre över 65 år 11,0 %.
Genomsnittlig årsnederbörd är 1 111 millimeter. Den regnigaste månaden är september, med i genomsnitt 197 mm nederbörd, och den torraste är januari, med 18 mm nederbörd.